# Skandi Açu
Le PLSV Skandi Açu  (Pipe Lay Support Vessel) est un navire de service polyvalent pour les travaux offshore appartenant à la compagnie norvégienne DOF ASA et opérant pour l'entreprise offshore du secteur de l'énergie TechnipFMC en tant que navire poseur de canalisations (Pipe-laying ship en anglais). Il navigue sous pavillon de la Norvège du port d'attache de Bergen.

## Caractéristiques
Le navire a été construit au chantier naval norvégien de Vard Søviknes (à quelques kilomètres d'Alesund. Puis il est allé au chantier néerlandais Huisman à Schiedam pour l'installation d'une grue sur socle et de la tour de pose  de tuyaux. Le navire est capable de travaux de construction et de pose de tuyaux flexibles allant jusqu'à 3000 mètres. Il possède diverses grues allant de 10 à 50 tonnes et une tour tubulaire de 650 tonnes, tandis que les travaux sont effectués à travers une trappe centrale (moonpool) mesurant 7,2x9,1 mètres. 
Son pont de travail de3.000 m² peut recevoir 750 tonnes de fret sur le pont et deux carrousels sous le pont de  2.500 et 1.500 tonnes. Il est équipé, sous hangar, de deux sous-marins télécommandés de travail (WROV) capables d'effectuer des tâches à des profondeurs allant jusqu'à 3.000 mètres.
Le déplacement sur zone de chantier s'effectue à une vitesse maximale élevée de 16 nœuds et la précision de positionnement sur zone de travail est assurée par le système de positionnement dynamique DP3. La propulsion se compose de six moteurs Rolls Royce. Il y a des cabines à bord pour 140 personnes. La livraison du personnel et des marchandises peut être effectuée à l'aide d'une hélisurface conçu pour recevoir des hélicoptères de type Sikorsky S-92.

## Mission
Depuis 2016, il a été affrété par le brésilien Petrobras pour un contrat de 8 ans .

## Galerie

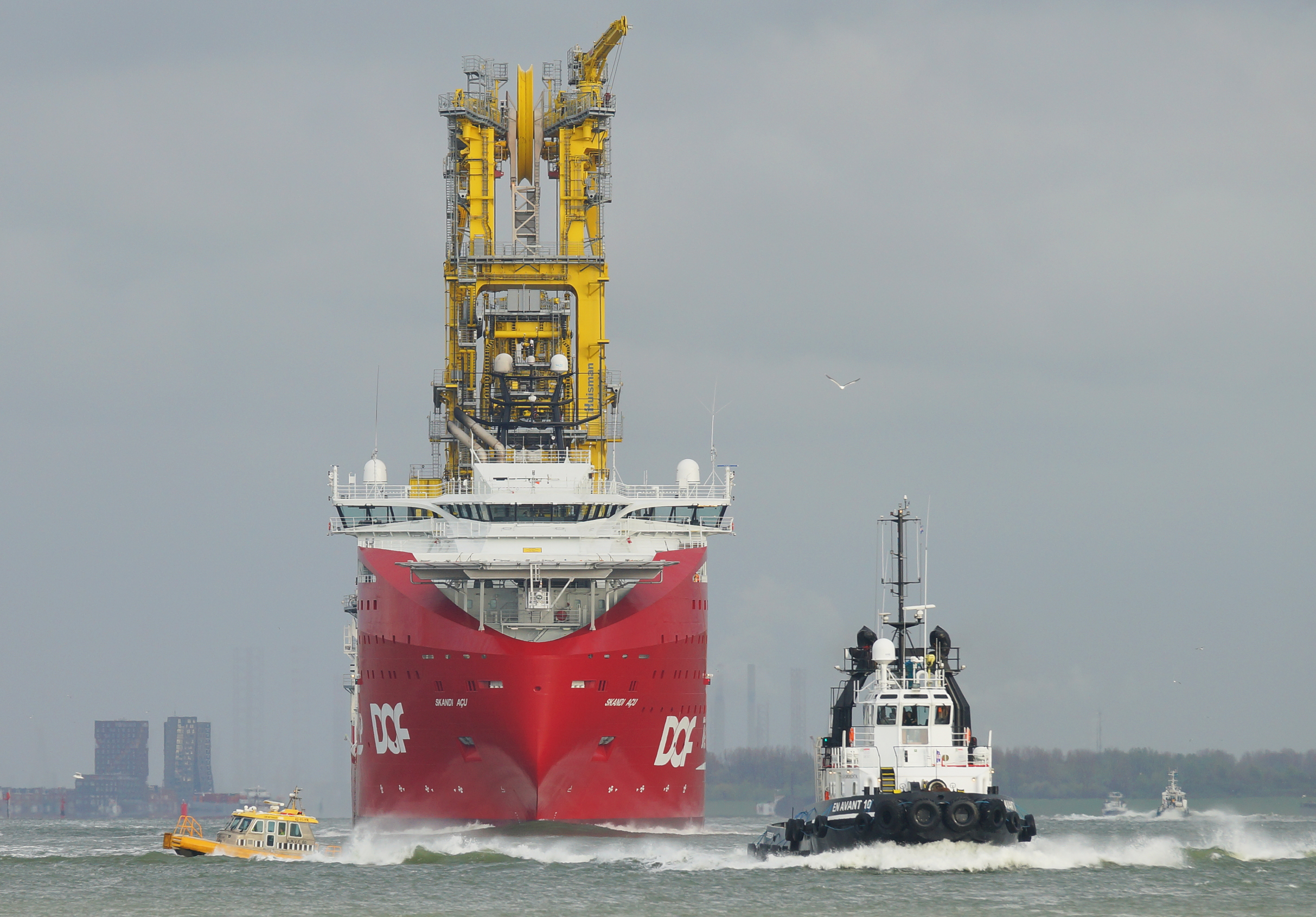
Skandi Açu en 2016
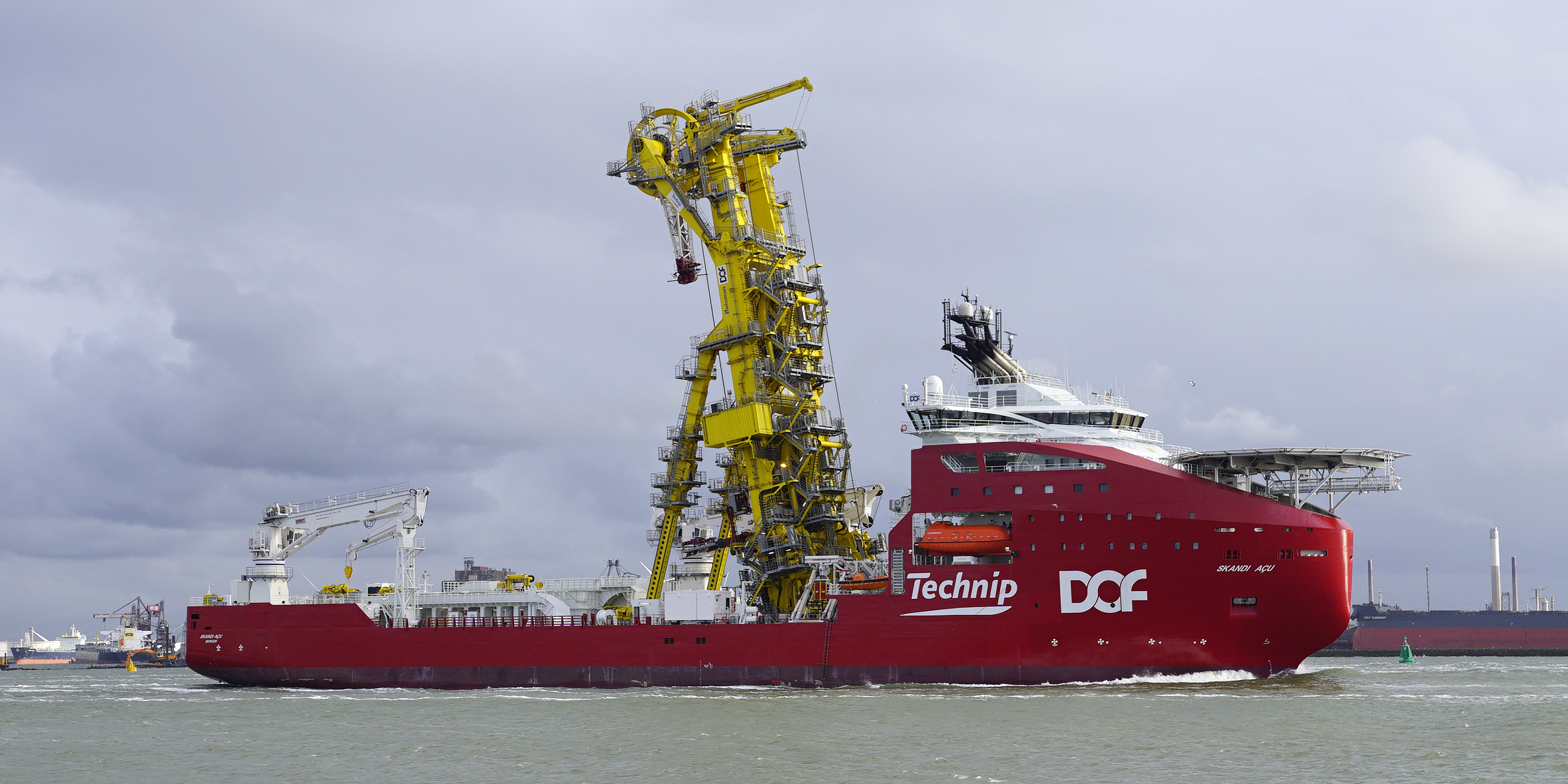
Skandi Açu à Rotterdam

### Articles externes
- Skandi Açu - Site marinetraffic
- Skandi Açu - DOF ASA
- Flotte de TechnipFMC - Site TechnipFMC